# Колеоптеризм
Колеоптеризм (Coleopterism) — отравление ядовитыми выделениями некоторых жуков.
Ядовитыми свойствами характеризуются представители родов маек (Meloe), шпанских мушек (Lytta), нарывников (Mylabris). Особенно ядовита гемолимфа божьих коровок (Coccinellidae), краснокрылов (Lycidae), мягкотелок (Cantharidae), малашек (Melyridae) и, конечно, нарывников (Meloidae). Используют ядовитую гемолимфу для защиты от поедания врагами и многие листоеды (Chrysomelidae). У некоторых тропических листоедов гемолимфа настолько ядовита, что применяется туземцами для изготовления отравленных стрел.

## Отравление ядом шпанской мушки
Шпанская мушка Lytta vesicatoria может вызывать отравление при контакте с кожей, либо при попытке применить препарат из этого насекомого для усиления эрекции. В случае контакта эти насекомые выделяют агент кантаридин, вызывающий образование пузырей; при его проникновении в эпидермис раздражение и образование пузырей наблюдаются уже через несколько часов после контакта.
В случае заглатывания кантаридин может вызвать сильные желудочно-кишечные расстройства с симптомами тошноты, рвоты, диареи и схваткообразных болей в животе. При первоначальном контакте с мушкой возникают ощущение жжения, колющая боль и умеренные высыпания. Через несколько часов развиваются мягкие продолговатые пузырьки и буллы.
Лечение: наложении давящей повязки для предохранения булл от травмирования.
При применении препарата шпанской мушки как афродизиака, может возникнуть отравление, при котором наблюдались ненапряженный приапизм и фебрильная лихорадка, разрешившиеся при консервативной терапии самостоятельно через 36-48 часов. В сочетании с приапизмом может наблюдаться затяжная стенокардия и расстройство мозгового кровообращения (см. Шпанской мушки дерматит).

## Отравление жуками-афродизиаками
При применении в народной медицине «жуков-афродизиаков» может возникнуть отравление, отмечается язвенный дерматит кожи полового члена и баланопост вследствие местного применения мази из жуков-маек для стимуляции эрекции.

## Отравление ядом жука Mylabris cinjcta
Гемолимфа жуков-нарывников Mylabris cinjcta вызывает пузырчатый дерматит. Содержащийся в гемолимфе яд кантаридин вызывает гиперемию и воспаление кожи, нередко повреждает внутренние органы, чаще почки, а при попадании яда внутрь возникают гастрит, энтерит, нефрит.

## Отравление ядом стафилинид
Жуки Стафилиниды Staphylinidae содержат ядовитую гемолимфу и при попадании на кожу вызывает папулезный дерматит, поражающий глубокие слои кожи без обильного выделения серозной жидкости. При раздавлении жука, ползающего по коже, возникает папулёзный дерматит (выражен в первые сутки и стихает через 3—4 дня). При попадании гемолимфы в глаза возможен конъюнктивит и блефарит (см. Paederus dermatitis).
Яд вызывающий болезнь — педерин на коже вызывает покраснение, возникают маленькие, величиной с маковое зерно, белые пузырьки. При попадании яда в глаз на коже век появляются пузырьки, развивается конъюнктивит, склера и радужка мутнеют и отекают. Необходимо срочно промыть глаз 3 % раствором борной кислоты или раствором альбуцида. Известны случаи, когда люди страдали от яда, попавшего в питьевую воду или вино из упавших в неё жуков. Возникает жжение во рту и желудке, затруднение глотания и рвоту. Опасно и попадание яда на губы.

## Отравление ядом божьей коровки
Божьи коровки (сем. Coccinellidae) при опасности выделяют из суставов капельки окрашенной гемолимфы, имеющей для человека противный вкус, который ей придают горькие алкалоиды адален и кокцинеллин.

## Отравление выделениями жужелиц
Жужелицы рода Carabus могут при защите «выстреливать» струю едкой жидкости, которую они с силой выбрасывают из анального отверстия на расстояние до 30-50 см. На коже эта жидкость вызывает сильное жжение, при попадании в глаза — опасность для зрения.
Лечение: немедленное смывание яда с глаз.

## Отравление ядом маек
Жуки-майки рода Meloe имеют гемолимфу, которая, как и гемолимфа шпанок и нарывников, поражает, в основном, устья фолликул, что приводит к образованию папулок с переходом в пустулы и возникновению характерных крупных пузырей. Наличие повреждения или увлажнения кожи способствует увеличению всасываемости яда и последующему развитию общих симптомов отравления. В тяжелых случаях возможны гломерулонефриты, циститы. Наблюдается болезненное мочеиспускание.

## Отравление ядом жуков-диамфидий
Личинки жуков диамфидий Diamphidia, обитающих в Африке, содержит токсин — диамфотоксин — сильнейший яд животного происхождения. При попадании в организм вызывает воспаление с некрозом тканей. При высоких дозах яда возникают судороги и паралич.